# The Illusion of Life: Disney Animation
The Illusion of Life: Disney Animation (с англ. — «Иллюзия жизни: анимация Диснея») — книга о мультипликации, написанная американскими мультипликаторами Томасом Фрэнком и Олли Джонстоном. Впервые книга была опубликована в 1981 году с названием Disney Animation, The Illusion of Life. После этого переиздавалась в 1995 году, однако в новом издании название перевернули на The Illusion of Life: Disney Animation.
Книга в своё время вызвала ажиотаж в мультипликационной среде, так как до этого никто не делился так подробно секретами всего технологического процесса создания мультипликации.
Структурно книга состоит из 18 глав, в которых авторы, начиная с истории появления анимации, подробно рассказывают как создавались мультфильмы на студии Диснея в «Золотой век американской анимации», от процесса написания сценария, отрисовки эскизов, раскадровки до звукомонтажа и расчетов затрат на 
выпуск мультфильма. Как описывают сами авторы во введении:

Эта книга написана для студента, который желает узнать как образовалось то, что называют «Анимацией Диснея»; для историка, который желает знать, почему все случилось именно так, как случилось; для художника-мультипликатора, который еще не использовал потенциал анимации; для широкой публики, которая до сих пор удивляется "Что же действительно заставляет их двигаться?"
Оригинальный текст (англ.)This book is written for the student who wants to know how Disney animation was done; for the historian who wants to know why it is was done that way; for the artist who has never realized the potential of animation as a profession; for the general public who still wonders, "What really makes them move?"
— The Illusion of Life: Disney Animation

## Издания
- Thomas F., Johnston O. The Illusion of Life: Disney Animation. — Hyperion, 1995. — 576 p. — ISBN 0786860707.